# Cycloptilum minimum
Cycloptilum minimum är en insektsart som beskrevs av Andrew Nelson Caudell 1922. Cycloptilum minimum ingår i släktet Cycloptilum och familjen Mogoplistidae. Inga underarter finns listade i Catalogue of Life.